# 小行星9086
小行星9086（英語：9086）是一颗围绕太阳公转的小行星。1995年9月20日，上田清二、金田宏在钏路市发现了此天体。
这颗小行星的绝对星等为107.44540等。